# Gransjön (Fjällsjö socken, Ångermanland)
Gransjön är en sjö i Strömsunds kommun i Ångermanland och ingår i Ångermanälvens huvudavrinningsområde. Sjön har en area på 0,418 kvadratkilometer och ligger 280,3 meter över havet.

## Delavrinningsområde
Gransjön ingår i det delavrinningsområde (706964-152633) som SMHI kallar för Mynnar i Fjällsjöälvens vattendragsyta. Medelhöjden är 328 meter över havet och ytan är 17,49 kvadratkilometer. Det finns inga avrinningsområden uppströms utan avrinningsområdet är högsta punkten. Gransjöån som avvattnar avrinningsområdet har biflödesordning 3, vilket innebär att vattnet flödar genom totalt 3 vattendrag innan det når havet efter 130 kilometer. Avrinningsområdet består mestadels av skog (81 procent) och sankmarker (12 procent). Avrinningsområdet har 0,55 kvadratkilometer vattenytor vilket ger det en sjöprocent på 3,2 procent.